# Cressonsacq
Cressonsacq település Franciaországban, Oise megyében. Lakosainak száma 437 fő (2022. január 1.). Cressonsacq Bailleul-le-Soc, Cernoy, Grandvillers-aux-Bois, La Neuville-Roy, Pronleroy és Rouvillers községekkel határos.

## Népesség
A település népességének változása:
| Lakosok száma | 448  | 453  | 460  | 448  | 443  | 445  | 442  | 440  | 437  |
|               | 2013 | 2015 | 2016 | 2017 | 2018 | 2019 | 2020 | 2021 | 2022 |